# IPhone 12 Pro
El iPhone 12 Pro y su versión de mayor tamaño, el iPhone 12 Pro Max son teléfonos inteligentes de la empresa estadounidense Apple que fueron presentados el 13 de octubre de 2020.  Este teléfono fue presentado junto al iPhone 12 y iPhone 12 pro max (y su versión mini) el 13 de octubre de 2020 en Apple Park, sede de la empresa, en Cupertino (California). Normalmente Apple presenta sus teléfonos a mediados de septiembre, pero debido a las consecuencias de la pandemia de COVID-19 como al cierre temporal de fábricas, su presentación fue retrasada varias semanas. Se ha puesto a la venta el 23 de octubre y la versión "Max" el 13 de noviembre.

## Novedades
Al igual que toda la serie 12 posee una conectividad 5G que le permite hasta 20 GBPS o más de velocidad de descarga, esto permite cosas como el streaming 4K. Está disponible en 4 colores diferentes y su pantalla tiene una resolución 4K y un Super Retina XDR Display y está protegida por el nuevo Ceramic Shield de Apple.
Una de sus características más promocionadas es el nuevo chip Apple A14 Bionic, es el primer smartphone en tener un chip con un proceso de fabricación de 5 nanómetros y según Apple es un 50% más veloz que el A13 Bionic. Posee un Neural Engine de 16 núcleos y un 80% más rápido y 11,8 billones de transistores.
El iPhone 12 posee un sensor Lidar que permite una simulación de realidad virtual AR mucho más rápida y realista a la hora de reflejar luces, junto con esto se presentaron dos cámaras; Wide y Ultra-Wide. También Apple presentó el nuevo modo nocturno que permite fotos mucho más claras a la noche y con colores más realistas, esto combina con las tecnologías de Deep Fusion para fotos con poca luz y el nuevo modo retrato que incorpora Machine Learning. Además este iPhone incorpora Smart HDR 3 en todas sus cámaras (frontal y traseras). Para una experiencia más profesional este iPhone puede editar fotos con la tecnología ProRAW y puede grabar 4K y HDR con Dolby Vision.

## Diseño
Uno de sus principales cambios en el diseño con respecto a sus antecesores son los bordes planos, característica que se repetía en modelos de iPhone más antiguos como el iPhone 5 o el iPhone SE (primera generación). Otra de sus principales novedades es un sensor LIDAR junto a las tres cámaras.
Otro cambio destacable está en la «caja» en la que se guarda el dispositivo al venderlo, que será más delgada, por no incluir ni el conector Lightning ni los Earpods (auriculares).

#### Colores
| Color | Name          |
| ----- | ------------- |
|       | Plata         |
|       | Grafito       |
|       | Dorado        |
|       | Azul pacífico |